# Metaxytherium beaumontii
Espèce
Metaxytherium beaumontii est une espèce éteinte de mammifère marin de l'ordre des siréniens (mammifères aquatiques ancêtres du lamantin et du dugong). Il appartient au genre Metaxytherium, (de Christol, 1840), selon Daryl Paul Domning, en 1996. On le retrouve aussi sous le nom de Halitherium beaumonti, Halitherium beaumontii, Metaxytherium beaumonti.